# Штробль, Фриц
Фриц Штробль (нем. Fritz Strobl, род. 24 августа 1972 года в Лиенце) — австрийский горнолыжник, выступавший за сборную Австрии с 1996 по 2007 год. Участвовал в трёх зимних Олимпийских играх, в 2002 году в Солт-Лейк-Сити выиграл золотую медаль в скоростном спуске.
На протяжении 15 сезонов принимал участие в розыгрыше Кубка мира, в том числе девять раз побеждал на отдельных этапах: семь раз в скоростном спуске и дважды в супергиганте. В общей сложности призёром Кубка мира становился тридцать один раз и сто десять раз оказывался в десятке. Штроблю принадлежит рекорд скоростного спуска на трассе в Кицбюэле, установленный в 1997 году — 1:51,58 при средней скорости 106,9 км/ч.
Закончил карьеру в возрасте 34 лет, получив два подиума чемпионата мира 2007 года, выиграл серебряную медаль в супергиганте и золотую в командных соревнованиях. Последний свой спуск, состоявшийся в Ленцерхайде, совершил переодетым в Моцарта. Закончив карьеру, продолжил службу офицером полиции.

## Зимние Олимпийские игры
| Олимпийские игры    | Скоростной спуск | Супергигант | Гигантский слалом | Слалом | Комбинация |
| ------------------- | ---------------- | ----------- | ----------------- | ------ | ---------- |
| 1998 Нагано         | 11               | —           | —                 | —      | —          |
| 2002 Солт-Лейк-Сити | 1                | 4           | —                 | —      | —          |
| 2006 Турин          | 8                | —           | —                 | —      | —          |